# Prosopocera spinipennis
Prosopocera spinipennis är en skalbaggsart som beskrevs av Stefan von Breuning 1954. Prosopocera spinipennis ingår i släktet Prosopocera och familjen långhorningar.
Artens utbredningsområde är Angola. Inga underarter finns listade i Catalogue of Life.